# Tateomys macrocercus
Tateomys macrocercus és una espècie de mamífer rosegador de la família dels múrids. Són rosegadors de petites dimensions, amb una llargada de cap a gropa de 110 a 120 mm, una cua de 160 a 175 mm, peus de 30 a 31 mm, orelles de 17 a 19 mm i un pes de fins a 55 g. Aquesta espècie és endèmica del mont Nokilalaki, a la part central de l'illa de Sulawesi, a Indonèsia. Viu en boscs pluvials tropicals d'alta muntanya de 1.982 a 2.287 msnm. S'alimenta principalment de cucs de terra. Considerant la manca d'informació recent, la Unió Internacional per la Conservació de la Natura classifica T. macrocercus com a espècie amb dades insuficients (DD).